# مارجو ووتیلینن
مارجو ووتیلینن (انگلیسی: Marjo Voutilainen؛ زادهٔ ۲۲ مارس ۱۹۸۱) بازیکن هاکی روی یخ اهل فنلاند است.